# Aulum Kirke
Aulum Kirke eller Avlum Kirke ligger i Viborg Stift. Klokketårnet fik et programmerbart klokkespil i 2023.